# Полувсје
Полувсје (слч. Poluvsie) насељено је мјесто са административним статусом сеоске општине (слч. obec) у округу Прјевидза, у Тренчинском крају, Словачка Република.

## Становништво
| Година:    | 1994. | 2004.   | 2014.   | 2024.   |
| ---------- | ----- | ------- | ------- | ------- |
| Број људи: | 542   | 562     | 580     | 537     |
| Разлика:   |       | +3,69 % | +3,20 % | -7,41 % |

| Година:    | 2023. | 2024.   |
| ---------- | ----- | ------- |
| Број људи: | 539   | 537     |
| Разлика:   |       | -0,37 % |

Према подацима о броју становника из 2011. године насеље је имало 591 становника.